# نوتسیدرس
نوتسیدرس (به آلمانی: Nüziders) یک شهر در اتریش است که در ناحیه بلودنتس واقع شده‌است. نوتسیدرس ۲۲٫۱۶ کیلومتر مربع مساحت دارد و ۵۶۲ متر بالاتر از سطح دریا واقع شده‌است.